# Politisches System Ugandas
Uganda ist laut der Verfassung vom 8. Oktober 1995 eine präsidentielle Republik. Das politische System wird von Präsident Yoweri Museveni und der ihn unterstützenden Nationalen Widerstandsbewegung (NRM-O) dominiert.

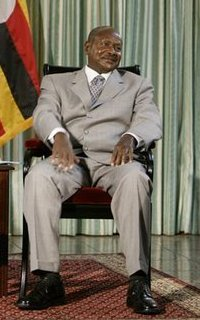
Präsident Yoweri Museveni

## Exekutive Gewalt
Der Staatspräsident ist Staatsoberhaupt, Regierungschef und Oberbefehlshaber der Streitkräfte Ugandas. Er wird seit 2006 durch allgemeines Wahlrecht für ein Mandat von 5 Jahren gewählt. Die Amtszeit war zunächst beschränkt, wurde jedoch per Verfassungsänderung aufgehoben, ebenso wie die Altershöchstgrenze für Präsidenten.
Die Minister des Kabinetts werden nach der Auswahl durch das Parlament vom Präsidenten ernannt. Der Premierminister (Secretary to the Cabinet) unterstützt den Präsidenten in der Führung des Kabinetts und ist an dessen Weisungen gebunden. Die vom Präsidenten ernannte Regierung besteht aus 81 Ministern.
| Funktion        | Name                     | seit            | Partei |
| --------------- | ------------------------ | --------------- | ------ |
| Präsident       | Yoweri Museveni          | 26. Januar 1986 | NRM-O  |
| Vizepräsident   | Edward Kiwanuka Ssekandi | 24. Mai 2011    | NRM-O  |
| Premierminister | Robinah Nabbanja         | 21. Juni 2021   | NRM-O  |

Bei den Präsidentschaftswahlen 2011 konnte Museveni nach den offiziellen Statistiken der ugandischen Wahlkommission 68,38 Prozent der über acht Millionen Stimmen für sich gewinnen und war damit klarer Sieger der Präsidentschaftswahlen. Sein stärkster Konkurrent, Kizza Besigye, der für die Oppositionsplattform Inter-Party Cooperation (IPC) antrat, kam auf insgesamt 26 Prozent der Stimmen.
Bei der Wahl im Februar 2016 wurde Staatspräsident Museveni mit 60,6 % in seinem Amt bestätigt. Konkurrent Kizza Besigye ging mit 35,6 % der Stimmen zum vierten Mal als Verlierer hervor.
Bei den Präsidentschaftswahlen am 14. Januar 2021 setzte sich Museveni mit 59 % gegen seinen stärksten Kontrahenten Bobi Wine durch, der 35 % erhielt. Die Opposition spricht von Wahlbetrug. Medien berichteten von einer der „gewalttätigsten Wahlkämpfe überhaupt“ in dem Land. Zahlreiche Kandidaten wurden unter dem Vorwand, gegen Corona-Regeln zu verstoßen, festgenommen, das Internet wurde am Wahltag abgeschaltet, Journalisten angegriffen, Regierungskritiker eingeschüchtert. Internationale Wahlbeobachter wurden nicht zugelassen.

## Legislative Gewalt

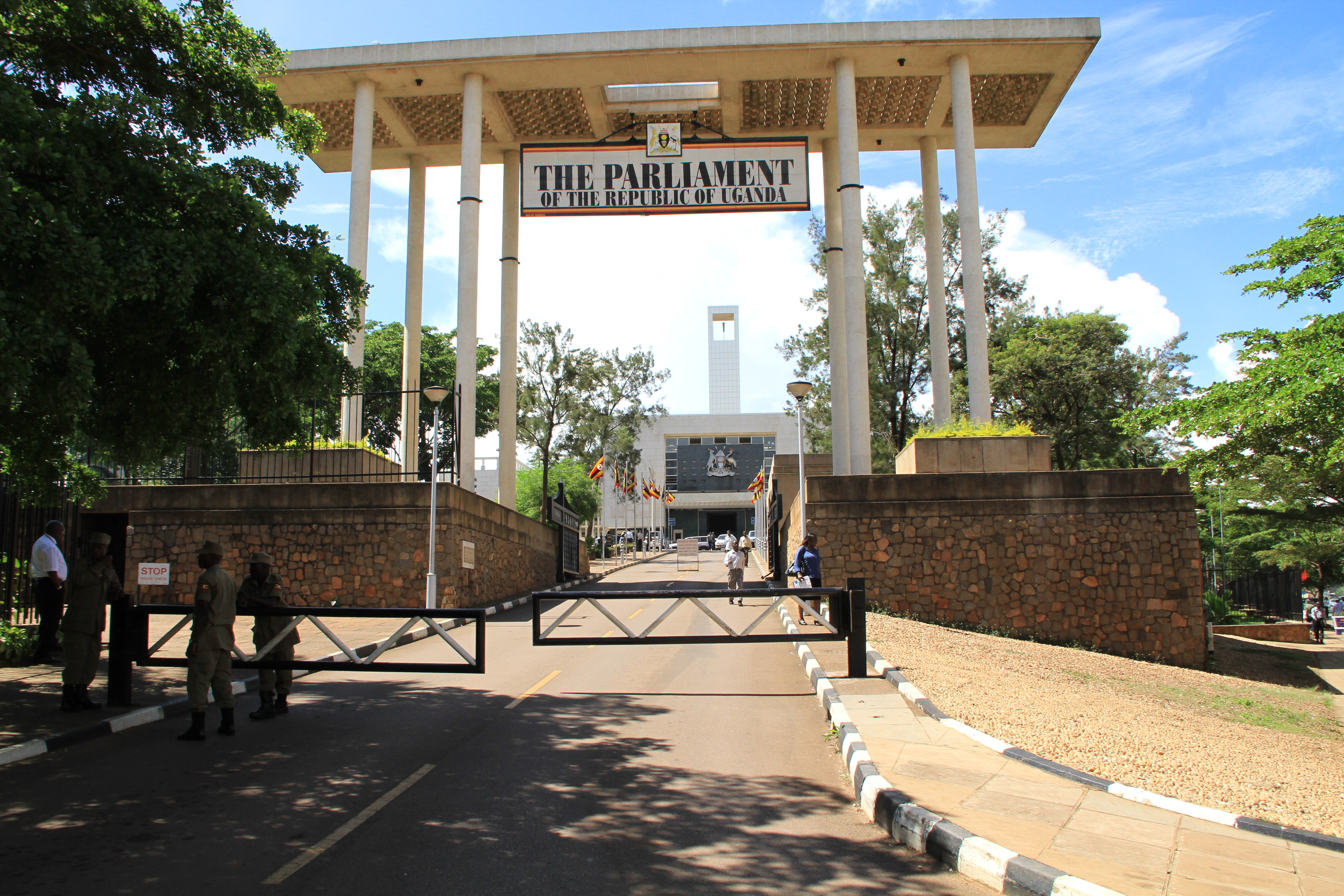
Eingangstor zum Parlament

Uganda verfügt über ein Ein-Kammer-Parlament (Einkammersystem). Die gesetzgebende Gewalt liegt bei der Nationalversammlung. Die Größe des Parlaments ist in den letzten Legislaturperioden stetig gestiegen. Bestand dieses 2006 noch aus 314 Abgeordneten, ist es bis 2023 auf 557 Abgeordnete erweitert worden.
353 Vertreter werden in Einpersonenwahlkreisen nach dem relativen Mehrheitswahlrecht gewählt. Mit der gleichen Methode wird in jedem der 146 Distrikte eine Frau gewählt. Schließlich werden 30 Sitze indirekt über spezielle Wahlkollegien besetzt: 10 von der Armee, 5 von Jugendlichen, 5 von Ältesten, 5 von Gewerkschaften und 5 von Menschen mit Behinderungen. In jeder dieser Gruppen muss mindestens eine Frau gewählt werden (mindestens zwei für die Heeresgruppe).
Die Bezüge der Parlamentarier lagen bisher bereits bei mehr als dem Hundertfachen des Durchschnittsverdiensts im Land. 2019 legten die Parlamentarier zusätzlich eine Erhöhung ihrer Diäten um knapp 40 % fest; dies bedeutet Zusatzkosten von circa 15,2 Millionen Euro für den Steuerzahler. Jeder der insgesamt 459 Abgeordneten verdient zwischen 3500 und 7000 Euro im Monat.

### Parlamentswahlen 2011
Am 18. Februar 2011 fanden in Uganda Parlaments- und Präsidentschaftswahlen statt. Das NRM konnte ihre Machtbasis festigen und ihre überwältigende Dominanz bestätigen. 167 Sitze für direkt gewählte Abgeordnete aus den Wahlkreisen sowie zusätzliche 83 Sitze für Frauen, die auf Distriktebene ebenfalls direkt gewählt wurden, entfielen auf das NRM. Das Forum for Democratic Change (FDC) konnte sich insgesamt lediglich 34 Sitze sichern.
Die Wahlen liefen in der Gesamtschau relativ geordnet und vor allem friedlicher ab als alle vorherigen Urnengänge in Uganda. Zwar wurde auch diesmal am Wahltag von einzelnen Fällen gewaltsamer Auseinandersetzungen auf lokaler Ebene berichtet, zu einer flächendeckenden Eskalation kam es jedoch nicht.

### Parlamentswahlen 2016

Uganda People’s Congress: 6 Sitze
Unabhängige: 66 Sitze
Forum for Democratic Change: 36 Sitze
Democratic Party: 15 Sitze
National Resistance Movement: 293 Sitze
Militär: 10 Sitze

Im Jahr 2016 bestand das Parlament aus 288 Wahlkreisvertretern, 121 Frauen aus den einzelnen Distrikten, 10 Vertretern der ugandischen Volksverteidigungskräfte, 5 Vertretern der Jugend, 5 Vertretern von Menschen mit Behinderungen, 5 Vertretern von Arbeitnehmern und 17 Mitgliedern von Amts wegen.

### Parlamentswahlen 2021
Nach den Parlamentswahlen 2021 bestand das Parlament aus 292 Mitgliedern, von denen 214 direkt gewählt werden und 78 von Landesverbänden gewählt werden. Die Repräsentation der Landesverbände besteht aus 53 Frauen (eine für jeden Distrikt), 5 Repräsentanten der Jugend, 5 Repräsentanten von Behinderten und 5 Vertretern der Gewerkschaften.
Die Regierungspartei NRM (National Resistance Movement) gewann die Wahlen mit einer Zwei-Drittel-Mehrheit.
Seit Juli 2023 besteht das Parlament aus insgesamt 557 Mitgliedern, davon 353 Wahlkreisabgeordnete, 146 Frauenvertreterinnen, 10 Vertreter der Volksbefreiungskräfte, je 5 Vertreter der Jugend, der Behinderten, der Gewerkschaften und der Senioren. Weitere 28 Mitglieder gehören von Amts wegen dem Parlament an.

## Judikative Gewalt
Die Judikative ist unabhängig von der legislativen und exekutiven Gewalt. Sie besteht aus den Magistratsgerichten, den Höheren Gerichten, den Appellationsgerichten und schließlich dem Obersten Gerichtshof. Die Richter der Höheren Gerichte werden vom Präsidenten nominiert. Die Richter der Appellationsgerichte werden vom Präsidenten unter Zustimmung des Parlaments ernannt.
Das Rechtssystem basiert auf dem britischen Common law und subsidiär auf dem ostafrikanischen Gewohnheitsrecht.
Uganda erkennt die Autorität des Internationalen Gerichtshofes mit Vorbehalten an.